# Freezing
Freezing (jap. フリージング, Furījingu) ist ein Manhwa, der von den beiden koreanischen Manhwa-Autoren Dall-Young Lim und Kim Kwang Hyun geschrieben wird. Seit 2006 wird der noch immer fortgesetzte Manhwa in dem an Männer gerichteten Magazin Comic Valkyrie veröffentlicht. Er erzählt die Geschichte des Jungen Kazuya Aoi, der versucht, zu Bridgette L. Satellizer eine Beziehung aufzubauen und ihre Berührungsangst zu überwinden, während sie als eine so genannte Pandora die Erde vor den Angriffen der Nova, einem Feind aus einer anderen Dimension, beschützen soll. Er wird dabei zugleich ihr Limiter, was es Bridgette erlaubt die sonst, unverwundbaren Wesen anzugreifen.
Im Jahr 2011 wurde Freezing von A.C.G.T. unter der Regie von Takashi Watanabe als gleichnamige Anime-Fernsehserie adaptiert, der 2013 eine Fortsetzung erfuhr.

## Handlung
In einer leicht futuristischen Welt wird die Erde von Wesen aus einer anderen Dimension angegriffen, die aber auf normalen Wege unverwundbar sind und als Nova bezeichnet werden. Als Gegenmaßnahme wurden die Pandoras geschaffen. Dabei handelt es sich um genetisch modifizierte Frauen, die dadurch über außergewöhnliche Kampfkraft verfügen und sich auch im weiten Umfang selbst wieder regenerieren können. Ihr Gegenpart sind die sogenannten Limiters, die durchgehend männlich sind und mit den Pandoras im Team arbeiten. Die Limiter sind in der Lage, die Nova einzufrieren, woraus sich auch der Titel des Werkes ableitet. Dadurch sind die Feinde in ihrem Bewegungsfreiraum eingeschränkt und können von den Pandoras angegriffen werden. Die Nova sind jedoch auch in diesem Zustand nicht wehrlos und es kommt immer wieder zu folgenschweren Zwischenfällen.
Der letzte Angriff der Nova liegt zu Beginn der eigentlichen Handlung vier Jahre zurück und der Schüler Kazuya Aoi (アオイ カズヤ, Aoi Kazuya) wird gerade an einer Schule aufgenommen, an der sowohl Pandodras als auch Limiter ausgebildet werden. Von Anfang an wird er mit besonderem Interesse verfolgt, da seine ältere Schwester im letzten Krieg gegen die Nova die entscheidende Schlacht gewann, bei der sie sich selbstlos opferte. Zugleich gilt sie als bis dahin stärkste Pandora und wird entsprechend in Ehren gehalten. Als ihre Nachfolgerin wird die sich bereits im zweiten Jahrgang befindliche Bridgette L. Satellizer (サテライザー・エル・ブリジット, Sateraizā Eru Burijitto) angesehen, die für ihre enorme Kampfkraft und Geschicklichkeit bekannt ist. So findet bei dem Eintritt von Kazuya parallel ein Wettbewerb statt, in dem sich die Pandora gegenseitig duellieren und es wird erwartet, dass Bridgette nicht einmal durch eine andere Pandora berührt wird, während sie eine nach der anderen niederstreckt. Diese Erwartung erfüllt sich bis zu dem Moment, wo sie in einem Duell mit Ganessa Roland (ガネッサ＝ローランド) die Arena verlässt und sich Kazuya auf sie stürzt, da er sie mit seiner toten Schwester verwechselt. Bridgette, die unter Berührungsangst leidet, ist dadurch so geschockt, dass sie den Kampf aufgrund der Ablenkung verliert.

## Entstehung und Veröffentlichung
Der noch immer fortgesetzte Manga Freezing wird von beiden koreanischen Manhwa-Autoren Dall-Young Lim und Kim Kwang Hyun geschrieben und in Japan seit dem 27. Januar 2007 (Ausgabe 3/2007) durch Kill Time Communications innerhalb des Magazins Comic Valkyrie veröffentlicht. Zusammengefasst als Tankōbon erschienen bisher (Stand: Dezember 2013) davon 21 Ausgaben.
- Bd. 01: ISBN 978-4-86032-474-2, 26. Oktober 2007
- Bd. 02: ISBN 978-4-86032-570-1, 30. April 2008
- Bd. 03: ISBN 978-4-86032-650-0, 30. Oktober 2008
- Bd. 04: ISBN 978-4-86032-739-2, 10. April 2009
- Bd. 05: ISBN 978-4-86032-787-3, 12. Juli 2009
- Bd. 06: ISBN 978-4-86032-829-0, 28. Oktober 2009
- Bd. 07: ISBN 978-4-86032-898-6, 29. März 2010
- Bd. 08: ISBN 978-4-86032-964-8, 25. August 2010
- Bd. 09: ISBN 978-4-86032-993-8, 27. Oktober 2010
- Bd. 10: ISBN 978-4-7992-0029-2, 28. Februar 2011
- Bd. 11: ISBN 978-4-7992-0108-4, 27. Juli 2011
- Bd. 12: ISBN 978-4-7992-0151-0, 27. Oktober 2011
- Bd. 13: ISBN 978-4-7992-0212-8, 29. Februar 2012
- Bd. 14: ISBN 978-4-7992-0243-2, 27. April 2012
(limitierte Fassung mit Hörspiel: ISBN 978-4-7992-0244-9)
- Bd. 15: ISBN 978-4-7992-0303-3, 4. September 2012
- Bd. 16: ISBN 978-4-7992-0335-4, 2. November 2012
- Bd. 17: ISBN 978-4-7992-0377-4, 29. Januar 2013
- Bd. 18: ISBN 978-4-7992-0402-3, 25. März 2013
- Bd. 19: ISBN 978-4-7992-0429-0, 29. Mai 2013
- Bd. 20: ISBN 978-4-7992-0454-2, 27. Juli 2013
- Bd. 21: ISBN 978-4-7992-0497-9, 5. Oktober 2013

Vom 27. September 2011 (Ausgabe 11/2011) bis 27. Januar 2012 (Ausgabe 3/2012) erschien die Nebengeschichte Freezing: First Chronicle (フリージング ファーストクロニクル, Furīshingu: Fāsuto Kuronikuru), die am 29. Februar 2012 in einem Band ISBN 978-4-7992-0211-1 zusammengefasst wurde.
Seit dem 27. März 2012 (Ausgabe 5/2012) erscheint zusätzlich Freezing Zero (フリージングZERO, Furīshingu ZERO). Bisher (Stand: Dezember 2013) wurden die Kapitel in vier Sammelbänden zusammengefasst:
- Bd. 1: ISBN 978-4-7992-0304-0, 4. September 2012
- Bd. 2: ISBN 978-4-7992-0390-3, 7. Februar 2012
- Bd. 3: ISBN 978-4-7992-0442-9, 27. Juni 2013
- Bd. 4: ISBN 978-4-7992-0509-9, 29. November 2013

## Anime
Im Jahr 2011 wurde die Manga-Reihe als Anime-Fernsehserie adaptiert, die von dem Animationsstudio A.C.G.T. unter Regie von Takashi Watanabe entstand.
Die Erstausstrahlung der 12-teiligen Serie erfolgte am Vormittag vom 8. Januar bis 7. April 2011 auf AT-X. Mit wenigen Tagen Zeitversatz begannen ebenfalls die Sender Chiba TV, TV Kanagawa, TV Saitama, Tokyo MX, TV Aichi und Sun TV mit der Übertragung der Serie.
Ab dem 30. März 2011 wurde die Serie auf DVD und BluRay veröffentlicht. Dabei wurde wegen des Tōhoku-Erdbebens der Termin des ersten Volumes um eine Woche nach hinten verschoben.
Vom 4. Oktober bis 20. Dezember 2013 folgte die 12-teilige Fortsetzung Freezing Vibration auf AT-X, gefolgt von Tokyo MX, Sun TV und TV Aichi. Der Stab blieb im Wesentlichen unverändert.

### Synchronisation
| Rolle                   | japanischer Sprecher (Seiyū) |
| ----------------------- | ---------------------------- |
| Kazuya Aoi              | Mitsuhiro Ichiki             |
| Bridgette L. Satellizer | Mamiko Noto                  |
| Rana Linchen            | Kana Hanazawa                |
| Ganessa Roland          | Eri Kitamura                 |
| Yumi Kim                | Akeno Watanabe               |
| Ingrid Bernstein        | Ami Koshimizu                |
| Tichie Fenille          | Aya Uchida                   |
| Aika Takeuchi           | Eri Mimura                   |
| Elise Schmitz           | Fumie Mizusawa               |
| Cleo Brand              | Izumi Kitta                  |
| Atia Simones            | Kana Ueda                    |
| Leo Bernard             | Kazuyoshi Shiibashi          |
| Audrey Duvall           | Mana Tsuzurahara             |
| Chiffon Fairchild       | Marina Inoue                 |
| Miyabi Kannazuki        | Natsuko Kuwatani             |
| Arthur Climpton         | Nobuhiko Okamoto             |
| Mackenzie Torisu        | Rie Yamaguchi                |
| Schwester Margarett     | Rieko Takahashi              |
| Kaho Hiiragi            | Rumi Ōkubo                   |
| Elizabeth Maybury       | Yuko Kaida                   |
| Arnett Macmillan        | Yū Asakawa                   |
| Cassie Lockheart        | Rie Kugimiya                 |

### Musik
Im Vorspann der ersten Serie wird der Titel Color verwendet, der von A.I geschrieben, MARiA gesungen und toku arrangiert und komponiert wurde. Der Abspann ist mit dem Titel Kimi o Mamoritai (君を守りたい) unterlegt. Dieser wurde von Emi Inaba & Freezing Project geschrieben, von Aika Kobayashi gesungen und von YOW-ROW komponiert und arrangiert.
Für die zweite Serie Freezing wird im Vorspann Avenge World und im Abspann Sekai wa Kizu o Dakishimeru (世界は疵を抱きしめる) verwendet. Getextet wurden diese von Aki Hata, komponiert von Shūjin und gesungen von Konomi Suzuki.